# 三浦秀秋
三浦 秀秋（みうら ひであき、1982年 -）は、日本の作曲家、編曲家。

## 略歴
専門学校東京ミュージック&メディアアーツ尚美に入学、作曲を川崎絵都夫、松尾祐孝に、ポピュラー・ジャズ理論を篠崎秀樹に師事。2004年3月に卒業して以来、現在は幅広いジャンルに作・編曲をしている。また、2003年に「コントラバス・フェスタ」に公募入選、2004年、05年に21世紀の吹奏楽「響宴」に入選。また、ニュー・サウンズ・イン・ブラスやウィンズスコアなどの吹奏楽の編曲などにも取り組んでいる。

## 作品

### 吹奏楽曲
- ファンファーレIII〜from Fantasy World〜（東京都立大泉高等学校委嘱作品、第7回「響宴」浜松交響吹奏楽団演奏[1][2][3]）
- Salty Music（第8回「響宴」川越奏和奏友会吹奏楽団演奏[4][3]）
- Variations of 4:00 a.m.（第16回「響宴」松戸市立第四中学校吹奏楽部演奏[5][3]
- ワンダー・ワンダー（第20回「響宴」松戸市立第四中学校吹奏楽部演奏[6][3]）
- スクールバンド交響曲（第21回「響宴」スクールバンド・プロジェクト委嘱作品、埼玉県立伊奈学園総合高等学校吹奏楽部演奏[7][3]）
- 「花火序曲」 〜片貝まつり・大スターマインのイメージによる

他、多数

### 編曲作品
- キエン・セラ（ニュー・サウンズ・イン・ブラス2007）
- 崖の上のポニョ（ニュー・サウンズ・イン・ブラス2008）
- ジャパニーズ・グラフィティXIV　A・RA・SHI～Beautiful days（ニュー・サウンズ・イン・ブラス2009）
- 踊る大捜査線より Rhythm And Police - 危機一髪 - March of C.X（THE刑事）
- 笑点のテーマ（ウィンズスコア）

他、多数